# Dušan Leško
Dušan Leško (* 11. ledna 1956, Prakovce) je bývalý slovenský fotbalista, obránce.

## Fotbalová kariéra
V československé lize hrál za Slovan Bratislava a DAC Dunajská Streda. Nastoupil v 92 prvoligových utkáních a dal 3 góly.

## Ligová bilance
| Ročník                                        | Zápasy | Góly | Minuty | Klub                |
| --------------------------------------------- | ------ | ---- | ------ | ------------------- |
| 1. československá fotbalová liga 1980/1981    | 23     | 0    | 2050   | Slovan Bratislava   |
| 1. československá fotbalová liga 1981/1982    | 24     | 1    | 2078   | Slovan Bratislava   |
| 1. československá fotbalová liga 1982/1983    | 11     | 1    | 940    | Slovan Bratislava   |
| 1. československá fotbalová liga 1983/1984    | 4      | 0    | 360    | Slovan Bratislava   |
| 1. slovenská národní fotbalová liga 1984/1985 | 14     | 0    |        | DAC Dunajská Streda |
| 1. československá fotbalová liga 1985/1986    | 26     | 1    | 2270   | DAC Dunajská Streda |
| 1. československá fotbalová liga 1986/1987    | 4      | 0    | 266    | DAC Dunajská Streda |
| 1. LIGA CELKEM                                | 106    | 3    | 7964   |                     |